# Tini - La nuova vita di Violetta
Tini - La nuova vita di Violetta (Tini: El gran cambio de Violetta) è un film del 2016 diretto da Juan Pablo Buscarini, e sequel della serie tv Violetta.
Martina Stoessel riveste nuovamente il ruolo di Violetta, personaggio protagonista dell'omonima telenovela.

## Trama
Violetta, dopo aver preso una pausa da Leon, scopre della relazione di quest'ultimo con Melanie così decide di lasciare la sua carriera per riflettere. Dopo aver ricevuto una lettera da suo padre, dove una certa Isabella la invita nella sua dimora per giovani artisti, decide di accettare l'offerta e si reca in Sicilia. Lì fa nuove amicizie come Caio, che, innamoratosi di lei, cerca di aiutarla a dimenticare Leon. A Los Angeles, Ludmila avverte Leon dell'abbandono e della partenza di Violetta a causa di Melanie (che aveva volontariamente fatto credere a Violetta che i due stessero insieme), così Leon, innamorato di Violetta, parte con Ludmila verso l'Italia per chiarire sul malinteso con l'artista.
Nel frattempo Violetta scopre qualcosa di più su sua madre, e si prepara a cantare al Festival della Musica che si terrà a breve.
Leon arrivato, si trova Caio e Violetta che ballano e Caio tenta di baciare Violetta, la quale però lo rifiuta.
Alla fine Violetta e Leon si chiariscono e si rimettono insieme e Violetta si esibisce con il suo nuovo nome: Tini.
È qui che nasce la sua nuova vita.

## Produzione
Il film è stato girato in Italia, precisamente in Sicilia a Castellammare del Golfo, e a Madrid, Spagna. Nel cast vi sono anche alcuni dei personaggi ricorrenti nella serie Violetta, tra i quali Ludmilla (Mercedes Lambre), Leon (Jorge Blanco), German (Diego Ramos) e Angie (Clara Alonso). È presente inoltre l'attore Leonardo Cecchi, protagonista della serie italiana Alex & Co..

### Cast
- Violetta Castillo / Tini interpretata da Martina Stoessel e doppiata da Emanuela Ionica. Protagonista del film. È la figlia di German e la nipote/figliastra di Angie.
- Leon Vargas interpretato da Jorge Blanco e doppiato da Andrea Mete. Protagonista del film. È innamorato di Violetta.
- Ludmilla Ferro interpretata da Mercedes Lambre e doppiata da Alessia Amendola. Co-protagonista del film. Raggiunge Violetta insieme a Leon e si innamora di Stefano.
- Melanie Sanchez interpretata da Sofia Carson e doppiata da Rossa Caputo.  Cantante che affianca Leon nel suo lavoro.
- German Castillo interpretato da Diego Ramos e doppiato da Mario Cordova. Padre di Violetta e nuovo marito di Angie.
- Angie Saramego/Castillo interpretata da Clara Alonso e doppiata da Francesca Manicone. Seconda moglie di German e zia/matrigna di Violetta.
- Caio interpretato da Adrian Salzedo e doppiato da Luca Mannocci. Nuovo amico di Violetta.
- Isabella interpretata da Ángela Molina e doppiata da Ludovica Modugno. Vecchia amica di German e di Maria, la defunta madre di Violetta. Ospita dei giovani ragazzi che cantano e suonano.
- Saul interpretato da Leonardo Cecchi. Giovane ragazzino che vive nella casa di Isabella. È il cugino di primo grado di Raul.
- Raul interpretato da Ridder Van Kooten e doppiato da Mattia Nissolino. Giovane ragazzino che vive nella casa di Isabella. È il cugino di primo grado di Saul.
- Eloisa interpretata da Georgina Amorós e doppiata da Giulia Franceschetti. Un'amica di Violetta che vive nella casa di Isabella.
- Miranda interpretata e doppiata da Beatrice Arnera. Un'amica di Violetta che vive nella casa di Isabella.
- Roko interpretato da Francisco Viciana e doppiato da Alessio Nissolino.
- Stefano interpretato e doppiato da Pasquale Di Nuzzo. È un ballerino che si innamorerà di Ludmilla.
- Enza interpretato da Francesca Barresi. È la governante di Isabella.
- Toti interpretato da Turi Giordano. È il factotum di Isabella.